# Novembermanifestet

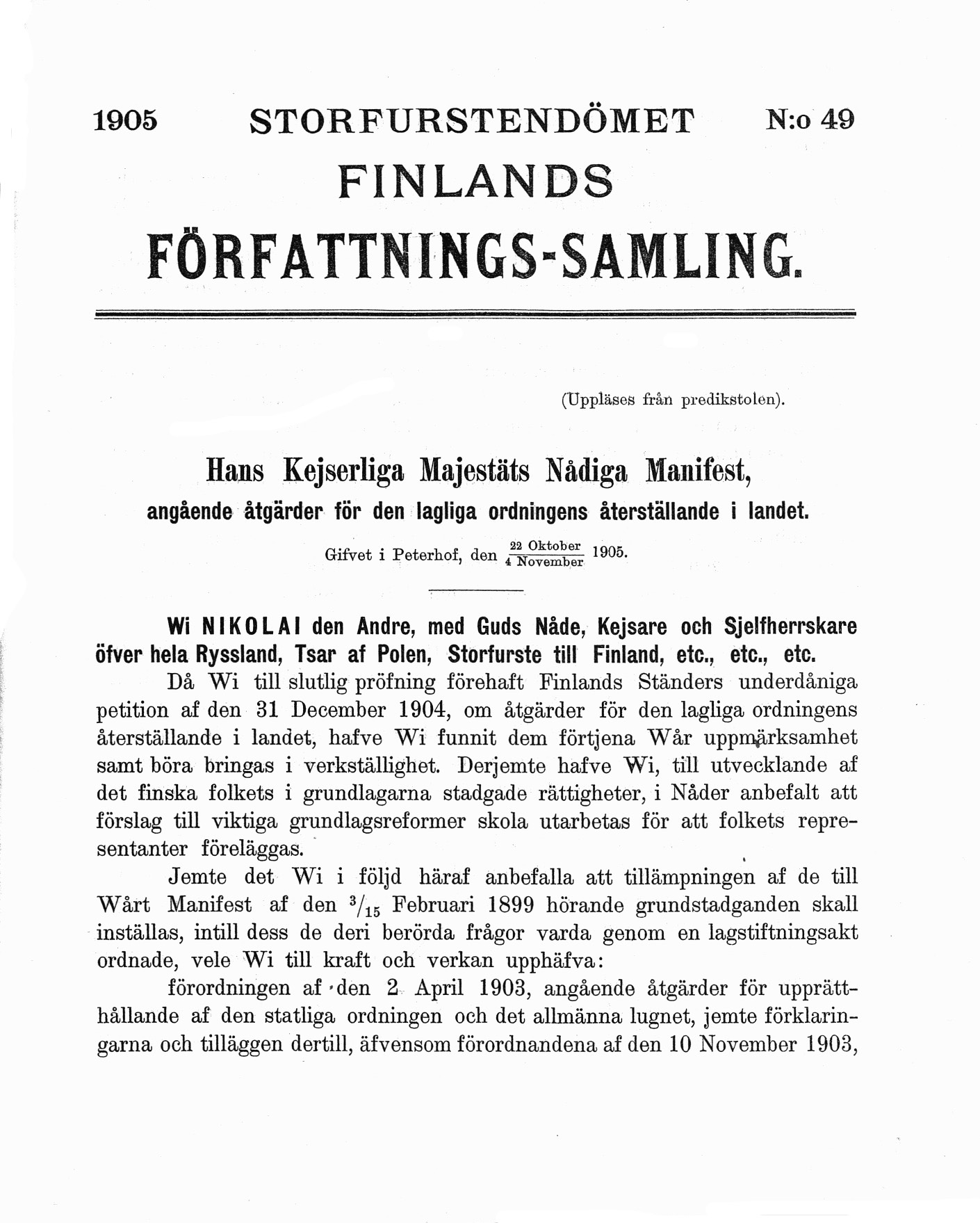
Manifestets första sida i Finlands Författnings-samling.

Novembermanifestet eller Hans Kejserliga Majestäts Nådiga Manifest, angående åtgärder för den lagliga ordningens återställande i landet (FFS 49/1905) utfärdades 4 november (22 oktober enligt rysk kalender) 1905, då den ryske tsaren Nikolaj II efter storstrejken återkallade februarimanifestet, som infört flera förryskningsåtgärder och bl.a. överfört lagstiftningen från den finländska lantdagen direkt till den ryske kejsaren. I och med novembermanifestet bekräftades Storfurstendömet Finlands grundlagar på nytt.